# Morti nel 1987/Maggio
| Questa pagina contiene informazioni ricavate automaticamente dalle voci biografiche con l'ausilio del template Bio e di un bot. L'aggiornamento è periodico e automatico e ricostruisce completamente la pagina. Se manca una persona in questa lista, sei pregato di non aggiungerla, ma accertati piuttosto che la sua voce biografica contenga il template Bio e che i dati anagrafici siano correttamente compilati. Se il template Bio manca, inseriscilo tu stesso o, in alternativa, metti l'avviso {{tmp\|Bio}} che ne segnala la mancanza. Se i dati riportati sono sbagliati, correggi direttamente la voce biografica; le modifiche saranno visibili in questa lista entro pochi giorni. Per chiarimenti vedi il progetto biografie. La lista contiene solo le 81 persone che sono citate nell'enciclopedia e per le quali è stato implementato correttamente il template Bio. Pagina aggiornata al 3 mar 2024. |

- 1º maggio - Vladimir Korol'kov, ingegnere e compositore di scacchi sovietico (n. 1907)
- 1º maggio - Dick Surhoff, cestista statunitense (n. 1929)
- 2 maggio - Raggio Montanari, calciatore italiano (n. 1912)
- 3 maggio - Trygve Arnesen, calciatore norvegese (n. 1915)
- 3 maggio - Dalida, cantante e attrice italiana (n. 1933)
- 3 maggio - Robert Degos, medico e dermatologo francese (n. 1904)
- 3 maggio - Viola Lyttelton, nobildonna inglese (n. 1912)
- 4 maggio - Paul Butterfield, armonicista e cantante statunitense (n. 1942)
- 4 maggio - Carolus Cergoly, poeta e giornalista italiano (n. 1908)
- 4 maggio - Cathryn Damon, modella e attrice statunitense (n. 1930)
- 4 maggio - Paul Groesse, scenografo ungherese (n. 1906)
- 4 maggio - Bruno Melissano, pugile italiano (n. 1942)
- 4 maggio - Robert Scrigni, cestista australiano
- 5 maggio - Werner Buchwalder, ciclista su strada svizzero (n. 1914)
- 5 maggio - Phil Woolpert, cestista e allenatore di pallacanestro statunitense (n. 1915)
- 6 maggio - William Joseph Casey, ufficiale statunitense (n. 1913)
- 6 maggio - Lucien Choury, pistard francese (n. 1898)
- 6 maggio - Stanislav Lusk, canottiere cecoslovacco (n. 1931)
- 6 maggio - Pietro Pistolese, avvocato e politico italiano (n. 1912)
- 6 maggio - Karel Plicka, regista e sceneggiatore cecoslovacco (n. 1894)
- 7 maggio - Colin Blakely, attore britannico (n. 1930)
- 8 maggio - Santi Emanuele Barberini, letterato italiano (n. 1914)
- 9 maggio - Jimmy Kruger, politico sudafricano (n. 1917)
- 9 maggio - Brian Shenton, velocista britannico (n. 1927)
- 11 maggio - James Angleton, agente segreto statunitense (n. 1917)
- 12 maggio - Luigi Carpentieri, produttore cinematografico italiano (n. 1920)
- 12 maggio - Victor Feldman, vibrafonista, batterista e pianista britannico (n. 1934)
- 12 maggio - Giancarlo Marinelli, cestista e allenatore di pallacanestro italiano (n. 1915)
- 12 maggio - Delos Thurber, altista statunitense (n. 1916)
- 12 maggio - Robert Trimboli, mafioso e imprenditore australiano (n. 1931)
- 13 maggio - Richard Ellmann, critico letterario e biografo statunitense (n. 1918)
- 14 maggio - Rita Hayworth, attrice, ballerina e cantante statunitense (n. 1918)
- 15 maggio - John Bøhleng, calciatore norvegese (n. 1910)
- 15 maggio - Wynne Gibson, attrice statunitense (n. 1905)
- 16 maggio - Mino Doletti, giornalista, critico cinematografico e sceneggiatore italiano (n. 1906)
- 17 maggio - Gunnar Myrdal, economista e politico svedese (n. 1898)
- 17 maggio - Georgij Ivanovič Petrov, ingegnere sovietico (n. 1912)
- 17 maggio - Renato Sanero, allenatore di calcio e calciatore italiano (n. 1907)
- 18 maggio - Santo Mazzarino, storico italiano (n. 1916)
- 18 maggio - Mario Vecchiatto, pugile italiano (n. 1931)
- 19 maggio - Hamid Reza Chitgar, politico e ingegnere iraniano (n. 1949)
- 19 maggio - Almerigo Grilz, giornalista e politico italiano (n. 1953)
- 19 maggio - Valentín Paz-Andrade, poeta, scrittore e politico spagnolo (n. 1898)
- 19 maggio - Stanisław Szukalski, scultore e pittore polacco (n. 1893)
- 19 maggio - James Tiptree Jr., autrice di fantascienza statunitense (n. 1915)
- 20 maggio - Kenji Imai, architetto e docente giapponese (n. 1895)
- 21 maggio - Celeste Almieri, attrice italiana (n. 1885)
- 21 maggio - Vladimir Viktorovič Nemoljaev, regista cinematografico sovietico (n. 1902)
- 21 maggio - Giovanni Francesco Pala, vescovo cattolico e teologo italiano (n. 1928)
- 21 maggio - Marie Větrovská, ginnasta cecoslovacca (n. 1912)
- 22 maggio - Thornton Freeland, regista e sceneggiatore statunitense (n. 1898)
- 22 maggio - Milan Lajčiak, scrittore, giornalista e traduttore slovacco (n. 1926)
- 22 maggio - Mario Zafred, compositore e critico musicale italiano (n. 1922)
- 23 maggio - Athos Goidanich, entomologo italiano (n. 1905)
- 23 maggio - Ernst Nagelschmitz, calciatore tedesco (n. 1902)
- 24 maggio - Alberto Canetta, attore e regista svizzero (n. 1924)
- 24 maggio - Hermione Gingold, attrice britannica (n. 1897)
- 24 maggio - Lajos Ligeti, orientalista e filologo ungherese (n. 1902)
- 24 maggio - Ernesto di Lippe, principe tedesco (n. 1902)
- 24 maggio - Clara Lollini, chimica italiana (n. 1888)
- 24 maggio - Ugo Purcaro, schermidore italiano (n. 1914)
- 25 maggio - Charley Brock, giocatore di football americano statunitense (n. 1916)
- 25 maggio - Don Sidle, cestista statunitense (n. 1946)
- 26 maggio - Rolando Alvarez da Cruz, pallanuotista brasiliano (n. 1930)
- 26 maggio - Arthur M. Sackler, psichiatra e collezionista d'arte statunitense (n. 1913)
- 26 maggio - Ajita Wilson, attrice, modella e attrice pornografica statunitense (n. 1950)
- 27 maggio - Federico Allasio, dirigente sportivo, allenatore di calcio e calciatore italiano (n. 1914)
- 27 maggio - John Howard Northrop, biochimico statunitense (n. 1891)
- 27 maggio - Fatemeh Pahlavi, principessa iraniana (n. 1928)
- 28 maggio - Mario Galassi, calciatore italiano (n. 1917)
- 28 maggio - Albert Ruimschotel, pallanuotista olandese (n. 1922)
- 29 maggio - Rolando Certa, giornalista, poeta e saggista italiano (n. 1931)
- 29 maggio - Charan Singh, politico indiano (n. 1902)
- 30 maggio - Frank Carlson, politico statunitense (n. 1893)
- 30 maggio - Miyuki Ishikawa, serial killer giapponese (n. 1897)
- 30 maggio - Honorino Landa, allenatore di calcio e calciatore cileno (n. 1942)
- 30 maggio - Hilde Weissner, attrice tedesca (n. 1909)
- 31 maggio - Rubens Josué da Costa, calciatore brasiliano (n. 1928)
- 31 maggio - Emil Görlitz, calciatore polacco (n. 1903)
- 31 maggio - Eliot Hodgkin, pittore britannico (n. 1905)
- 31 maggio - Dorothy Patrick, attrice statunitense (n. 1921)